# Maurice Nègre
Maurice Nègre, né le 5 août 1901 à Saint-Laurent-le-Minier et mort le 2 juillet 1985 à Palavas-les-Flots, est un journaliste français. Durant l'entre-deux-guerres il est correspondant de l'Agence Havas en Europe de l'Est, puis s'active dans la Résistance. Après la Seconde Guerre mondiale il devient PDG de l'Agence France-Presse, de 1947 à 1950 et de 1950 à 1954, trois ans avant qu'une loi garantissant l'indépendance de l'AFP ne soit votée à l'unanimité par le parlement français, à l'initiative de Pierre Mendès France et de Jean Marin, successeur de Maurice Nègre.

## Biographie
Fils d'un ingénieur des chemins de fer originaire du Midi, il fait ses études à Nîmes, Valence et Moulins. Il fait ensuite des études de droit à l'Université de Paris. Après le service militaire, il est rédacteur à La Dépêche Républicaine de Franche-Comté, puis il écrit pour les journaux L'Éclair, Le Journal, Le Matin et L'Ami du peuple.
Après 1931, il travaille à l'Agence Havas à Varsovie de 1931 à 1934, à Budapest de 1934 à 1938, puis à Bucarest. À la suite de l'éclatement de la guerre, il devient chef du service de renseignements de l'Ambassade de France à Bucarest.
Dans cette période-là, il fut vu beaucoup dans la compagnie de la célèbre chanteuse roumaine Maria Tănase, qu'on a soupçonnée, pour cette raison, dans le camp pro-nazi, d'être informatrice des pouvoirs de l'Ouest
.
Il est nommé auprès du gouvernement de Vichy où il dirige secrètement le Super-NAP, une organisation destinée à noyauter la haute administration publique. En Octobre 1943, il quitte Vichy et c'est son principal collaborateur, un ancien journaliste de l'Agence Havas, Robert Boudeville, gendre de l'historien Jules Isaac, qui lui succède peu de temps puisqu'il est arrêté le 7 octobre 1943 à son domicile, lors d'une réunion de l'organisation, puis déporté.
Maurice Nègre était encore à la direction de l'AFP au moment de la délicate « Affaire Aucouturier » qui avait provoqué la colère gouvernementale en pleine Guerre d'Indochine et peu avant la Guerre d'Algérie . 
Mis en cause par le président du Conseil Joseph Laniel, Maurice Nègre répondit en décidant une « réorganisation générale de ses services » pour nommer le rédacteur en chef de l’Agence, Gustave Aucouturier, et son adjoint, Georges Bitar à des postes, où selon lui, ils n’auraient plus d’autorité directe sur la diffusion des dépêches. Le président de la Fédération nationale de la presse française (FNPF), Albert Bayet, propriétaire du quotidien régional La Dépêche du Midi avait alors réagi en multipliant les attaques contre l'agence.
Maurice Nègre avait aussi démis le rédacteur en chef de l'AFP Jean Lepeltier, qui deviendra par la suite dirigeant national du Syndicat national des journalistes, épisode qui avait contribué à son impopularité et lancé un vote pour l'indépendance de l'Agence, par le Parlement.

## Décorations
- Médaille de la Résistance française avec rosette (11 mars 1947)